# Hishimonus digrediens
Hishimonus digrediens är en insektsart som beskrevs av Knight 1970. Hishimonus digrediens ingår i släktet Hishimonus och familjen dvärgstritar. Inga underarter finns listade i Catalogue of Life.